# Padas (Tanon)
Padas is een bestuurslaag in het regentschap Sragen van de provincie Midden-Java, Indonesië. Padas telt 2984 inwoners (volkstelling 2010).